# Piotr z Oporowa
Piotr z Oporowa herbu Sulima (ur. ok. 1405, zam. po 20 lipca 1467) – wojewoda łęczycki od 1454, polski polityk, aktywny zwłaszcza za panowania Kazimierza Jagiellończyka.
Był szóstym, najmłodszym synem wojewody łęczyckiego Mikołaja z Oporowa. Za młodu uczestniczył w walkach z Krzyżakami, w 1433 dostał się nawet do krzyżackiej niewoli podczas bitwy pod Chojnicami, w trakcie wyprawy polsko-husyckiej na Pomorze Gdańskie. W 1434 r. uzyskał swój pierwszy urząd ziemski – chorążego większego łęczyckiego. W 1440 r. uczestniczył w wyprawie Władysława III po koronę węgierską.
Od początku panowania Kazimierza Jagiellończyka blisko związał się z nowym królem, udzielając mu pożyczek i uczestnicząc w różnych akcjach politycznych i dyplomatycznych. Od 1454 r. włączył się aktywnie w politykę pomorską króla. Był świadkiem wydania statutów nieszawskich przez króla Kazimierza IV Jagiellończyka w 1454 roku.
W czasie wojny trzynastoletniej, uczestniczył w wyprawach wojennych, a zwłaszcza negocjacjach dyplomatycznych, rozejmowych i pokojowych z Krzyżakami. Był gwarantem pokoju toruńskiego 1466 roku.
Brał udział w  akcji inkorporacji części rawskiej Mazowsza do Korony (1462). Awansował na kolejne urzędy: podkomorzego łęczyckiego (1450) oraz wojewody łęczyckiego (1454). Był także starostą łęczyckim (1447) i kruszwickim (1464). W 1453 r., wraz z bratem Władysławem z Oporowa, arcybiskupem gnieźnieńskim, ufundował klasztor oo. Paulinów w rodowej wsi Oporów. Dzięki gospodarności i zręcznej polityce finansowej, Piotr skupił w swym ręku większość ojcowskich dóbr wokół Oporowa, dzięki czemu jego potomkowie mogli utrzymać nazwisko Oporowskich. Był sygnatariuszem aktu pokoju toruńskiego 1466 roku.
Miał trzech synów: Andrzeja – przyszłego biskupa warmińskiego, przemyskiego, włocławskiego i podkanclerzego, wojewodę inowrocławskiego in spe – Jana i Mikołaja, który został kasztelanem brzeskokujawskim oraz córkę Zofię.